# Finale UEFA Champions League 2020
De UEFA Champions Leaguefinale van het seizoen 2019/20 was de 28e finale in de geschiedenis van het toernooi. De wedstrijd werd gespeeld op 23 augustus 2020 in het Estádio da Luz in Lissabon. Bayern München en Paris Saint-Germain stonden tegenover elkaar, Bayern won met 1-0. Als maatregel tegen het coronavirus wordt de wedstrijd achter gesloten deuren gespeeld. Bayern mag het als winnaar opnemen tegen de winnaar van de Europa Leaguefinale (Sevilla) om de UEFA Super Cup 2020, en kwalificeert zich voor de groepsfase van de Champions League 2020/21.

## Organisatie
Op 24 mei 2018 koos de UEFA Executive Committee het Atatürk Olympisch Stadion in Istanboel als locatie voor de Champions Leaguefinale van 2020, waar eerder al de finale van 2005 werd gehouden. Op 17 juni 2020 werd in verband met de uitbraak van het coronavirus echter besloten om deze finale te verplaatsen naar 23 augustus 2020 en naar het Estádio da Luz in Lissabon, waar eerder de finale van 2014 werd gehouden.
Hamit Altıntop, voormalig international van Turkije, is de ambassadeur van de finale. Zelf stond hij met Bayern München in de finale van 2010 tegenover Internazionale. Bayern verloor destijds met 2–0.
Op 20 augustus 2020 werd bekend gemaakt dat de Italiaanse scheidsrechter Daniele Orsato de Champions Leaguefinale zal fluiten. Voor hem is het voor het eerst dat hij binnen de lijnen stond bij een grote internationale finale. Hij wordt geassisteerd door Lorenzo Manganelli en Alessandro Giallatini als assistent-scheidsrechters. Massimiliano Irrati leidt het VAR-team.

## Voorgeschiedenis
Het is voor het eerst dat Paris Saint-Germain een finale van de Champions League speelt. Wel stond de club twee keer eerder in een finale van de Europacup II. In 1996 werd de finale met 1–0 gewonnen van Rapid Wien. Een jaar later, in 1997, werd de finale verloren van FC Barcelona, opnieuw was 1–0 de uitslag. In 2001 won Paris Saint-Germain een finale van de Intertoto Cup van Brescia. De thuiswedstrijd eindigde doelpuntloos en het uitduel werd 1–1 gelijk gespeeld, waardoor de Parijzenaren op basis van uitdoelpunten wonnen. Voor Bayern München was het liefst hun elfde Champions Leaguefinale. Vijfmaal eerder won Bayern het miljardenbal. In 1974 werd het toernooi voor het eerst gewonnen. In de replay van de finale tegen Atlético Madrid was Bayern met 4–0 te sterk. De twee seizoenen daarop bleek Bayern opnieuw de sterkste van Europa. In 1975 won Bayern de finale met 2–0 van Leeds United en in 1976 werd AS Saint-Étienne in de finale met 1–0 verslagen. In 2001 werd de eerste eindzege sinds de naamsverandering van het toernooi geboekt, door in de finale na strafschoppen te winnen van Valencia CF. In 2013 was rivaal Borussia Dortmund de tegenstander in de finale, die met 1–2 gewonnen werd. In 1982 verloor Bayern voor het eerst de finale, met 1–0 van Aston Villa. In 1987 belandde Bayern opnieuw in de Finale Europacup I 1987, ditmaal was FC Porto met 2–1 te sterk. In 1999 verloor Bayern hun derde Champions Leaguefinale op rij, tegen Manchester United, ondanks een langdurige voorsprong. In 2010 moest Bayern in de finale buigen voor Inter Milaan (0–2) en ook de finale van 2012 werd verloren, ditmaal na strafschoppen van Chelsea. Bayern München stond ook al eens eerder in een finale van de UEFA Cup in 1996. Deze werd over twee wedstrijden met 5–1 gewonnen van Girondins de Bordeaux. Eenmaal eerder stond Bayern ook al in een finale van de Europacup II in 1967. Na verlenging werd Glasgow Rangers verslagen (2–1).
Paris Saint-Germain en Bayern München stonden al acht keer eerder tegenover elkaar, in 1994, 1997, 2000 en 2017. Al deze duels werden afgespeeld in de groepsfase van de Champions League. Van deze acht wedstrijden eindigde geen enkele in een remise. Vijfmaal was Paris Saint-Germain de overwinnende ploeg, drie keer eerder mocht Bayern München zegevieren. In deze duels zorgde Paris Saint-Germain voor twaalf doelpunten en vond Bayern Munchen elf keer het net. Beide trainers zullen voor het eerst hun team in een grote internationale finale leiden. Thomas Tuchel (Paris Saint-Germain) heeft wel al meerdere keren in grote nationale finales gestaan. Met Paris Saint-Germain won hij een maand voor de Champions Leaguefinale de finale van de Coupe de France met 1–0 van Saint-Étienne en de finale van de Coupe de la Ligue na strafschoppen van Olympique Lyon. Met Paris Saint-Germain stond hij een jaar eerder ook al in de finale van de Coupe de France. Deze werd echter na strafschoppen verloren van Stade Rennais. Met Borussia Dortmund stond Tuchel eerder al tweemaal in de finale van de DFB-Pokal, in 2016 en 2017. In de finale van 2016 moesten Tuchel en zijn spelers de prijs overlaten aan Bayern München. In 2017 kwam Dortmund wel als winnaar uit de finale, door met 2–1 te winnen van Eintracht Frankfurt. De enige grote finale waarbij Hans-Dieter Flick (Bayern München) eerder als hoofdtrainer langs de kant stond was, was de finale van de DFB-Pokal 2019/20. Bayern was met 2–4 te sterk voor Bayer Leverkusen.
De enige eerdere keer dat een Frans en een Duits team elkaar troffen in een finale van de Europacup, was in 1976. Ook toen stond Bayern München in de finale, met Saint-Étienne als tegenstander. Destijds won Bayern met een minimaal verschil: 1–0. Omdat zowel Paris Saint-Germain als Bayern München in het seizoen 2019/20 al de nationale competitie (Ligue 1/Bundesliga) en de nationale beker (Coupe de France/DFB-Pokal) hadden veroverd, zal een team voor het eerst sinds 2015 de treble winnen. Ook dat jaar was al vroegtijdig bekend dat een team de treble zou winnen, omdat beide finalisten al beide grote nationale prijzen hadden gewonnen.

## Weg naar de finale
| Pos. | Team                | GW | W | G | V | DV | DT | +/− | Ptn. |
| ---- | ------------------- | -- | - | - | - | -- | -- | --- | ---- |
| 1    | Paris Saint-Germain | 6  | 5 | 1 | 0 | 17 | 2  | +15 | 16   |
| 2    | Real Madrid         | 6  | 3 | 2 | 1 | 14 | 8  | +6  | 11   |
| 3    | Club Brugge         | 6  | 0 | 3 | 3 | 4  | 12 | –8  | 3    |
| 4    | Galatasaray SK      | 6  | 0 | 2 | 4 | 1  | 14 | –13 | 2    |

| Pos. | Team               | GW | W | G | V | DV | DT | +/− | Ptn. |
| ---- | ------------------ | -- | - | - | - | -- | -- | --- | ---- |
| 1    | Bayern München     | 6  | 6 | 0 | 0 | 24 | 5  | +19 | 18   |
| 2    | Tottenham Hotspur  | 6  | 3 | 1 | 2 | 18 | 14 | +4  | 10   |
| 3    | Olympiakos Piraeus | 6  | 1 | 1 | 4 | 8  | 14 | –6  | 4    |
| 4    | Rode Ster Belgrado | 6  | 1 | 0 | 5 | 3  | 20 | –17 | 3    |

### Paris Saint-Germain

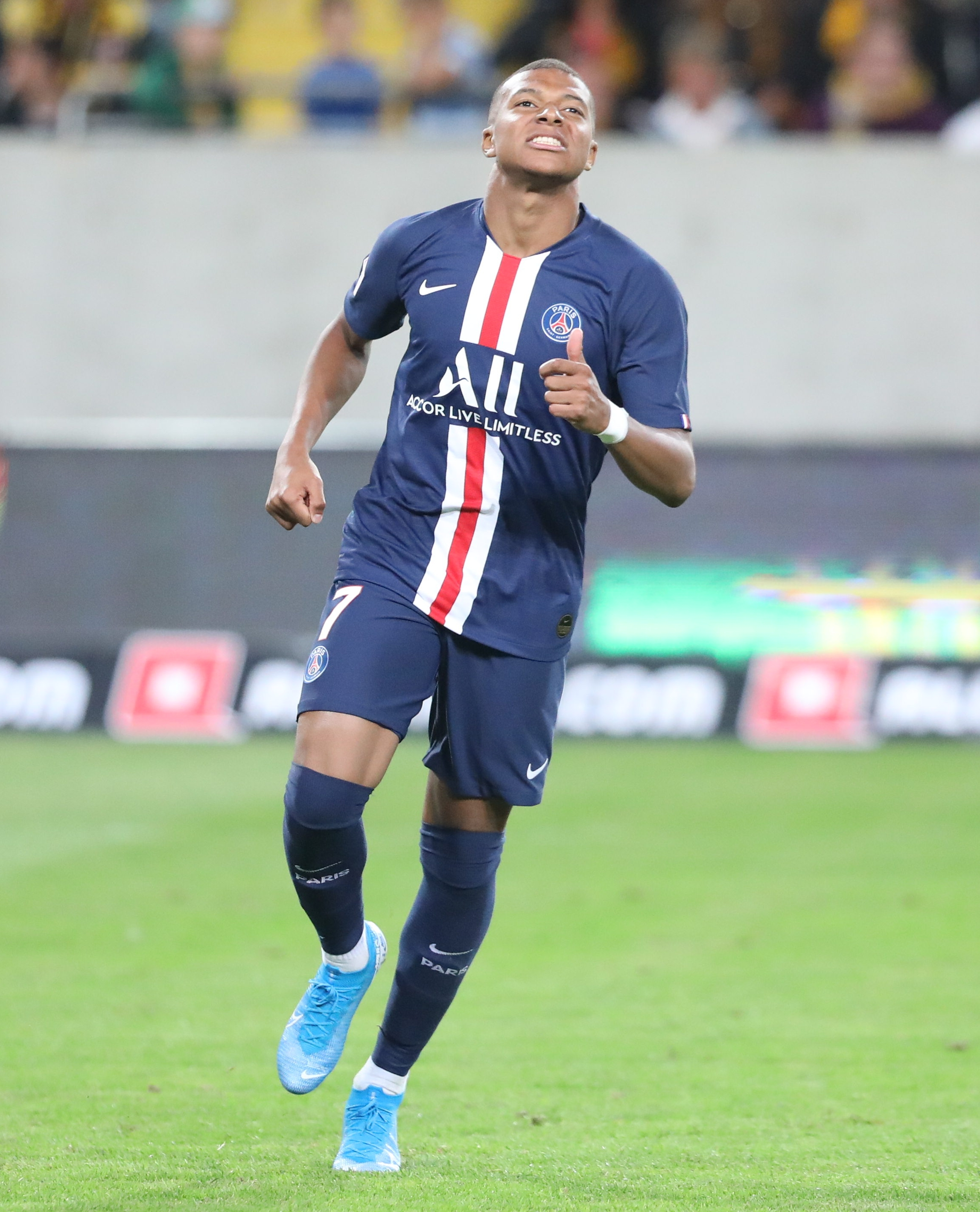
Voorafgaand aan de finale maakte Mbappé vijf doelpunten en gaf hij hetzelfde aantal assists.

Op 29 augustus 2019 werd bekend gemaakt dat Paris Saint-Germain op jacht naar hun eerste Champions Leaguefinale het in groep A moest opnemen tegen Real Madrid, Club Brugge en Galatasaray. Paris Saint-Germain kreeg 13-voudig Champions Leaguewinnaar Real Madrid op bezoek op de eerste speeldag. Ángel Di María scoorde tegen zijn oude ploeg tweemaal in de eerste helft. In de blessuretijd van de tweede helft zette rechtsback Thomas Meunier de eindstand op het scorebord door de 3–0 te maken. De tweede wedstrijd voor Paris Saint-Germain was de uitwedstrijd tegen Galatasaray. Een enkel doelpunt van de Argentijnse huurling Mauro Icardi in de 52ste minuut was genoeg voor de drie punten. Op bezoek bij Club Brugge was de score overtuigender, met Kylian Mbappé als uitblinker. Hij maakte een hattrick nadat hij in de tweede helft het veld in kwam. Icardi scoorde ook weer, hij vond twee keer het net. De eindstand was 0–5. In de thuiswedstrijd tegen de Belgische ploeg maakte Icardi zijn vierde doelpunt van het Champions Leagueseizoen. In de tweede helft had Mbaye Diagne de mogelijkheid om vanaf elf meter gelijk te maken voor Club Brugge, maar hij miste, waardoor Paris Saint-Germain de vierde overwinning overwinning in de groepsfase boekte. In de wedstrijd tegen Real Madrid in het Estadio Santiago Bernabéu leidde Paris Saint-Germain voor het eerst puntverlies. Karim Benzema was tweemaal trefzeker aan de kant van Real Madrid, en Paris Saint-Germain moest in de slotfase van de wedstrijd een 2–0 achterstand wegpoetsen. Dankzij goals van Mbappé en Pablo Sarabia hield Paris Saint-Germain een punt over aan het duel, waardoor Paris Saint-Germain al verzekerd was van de eerste plaats in de groep. In de laatste groepswedstrijd, met Galatasaray op bezoek, boekte Paris Saint-Germain een grote zege. In de eerste helft waren Icardi en Sarabia trefzeker. In de tweede helft scoorden Neymar en Mbappé en Edinson Cavani gaf het slotakkoord met zijn benutte strafschop: 5–0.
In de achtste finale werd Paris Saint-Germain gekoppeld aan het Duitse Borussia Dortmund. Eerst stond de uitwedstrijd op het programma. In de eerste helft werd er niet gescoord. Erling Håland opende de score voor Borussia Dortmund. Niet veel later maakte Neymar de gelijkmaker, maar twee minuten na de gelijkmaker kwam Paris Saint-Germain toch weer op een achterstand. Opnieuw scoorde Håland. De heenwedstrijd van de achtste finale werd met 2–1 verloren door Paris Saint-Germain. In de thuiswedstrijd poetste Neymar binnen een half uur de achterstand over twee wedstrijden weg door te scoren. Vlak voor rust scoorde ook Juan Bernat voor Paris Saint-Germain. In de tweede helft lukte het Borussia Dortmund niet meer om over twee wedstrijden de gelijkmaker te maken. Vlak voor het einde van de wedstrijd werd Emre Can, middenvelder van Die Borussen, van het veld gestuurd met een rode kaart. Over twee wedstrijden won Paris Saint-Germain de achtste finale met 3–2, waardoor de Franse club zich bij de laatste acht van de Champions League mocht voegen. Vanaf de kwartfinale werden de rondes over een enkele wedstrijd gespeeld. In de kwartfinale was het Italiaanse Atalanta Bergamo de tegenstander. In de 26ste minuut kwam Atalanta Bergamo, in hun eerste seizoen in de Champions League, op een 1–0 voorsprong via Mario Pašalić. Deze score bleef een lange tijd op het scorebord staan, totdat Marquinhos in de negentigste minuut binnentikte om op gelijke hoogte te komen. In de derde minuut van de blessuretijd zette invaller Eric Maxim Choupo-Moting Paris Saint-Germain zelfs op een 1–2 voorsprong, waardoor PSG voor het eerst in jaren de halve finale van de Champions League bereikte. Daarin moest Paris Saint-Germain het opnemen tegen de Duitse club RB Leipzig. Marquinhos maakte voor de tweede wedstrijd op rij het eerste doelpunt voor Paris Saint-Germain. Hij kopte een vrije trap van Di María binnen. Diezelfde Di María verdubbelde in de laatste minuten van de eerste helft de score. Neymar gaf de assist. In de 58ste minuut was Bernat verantwoordelijk voor het beslissende doelpunt. Hij maakte de 3–0, wat ook de eindstand was.

### Bayern München

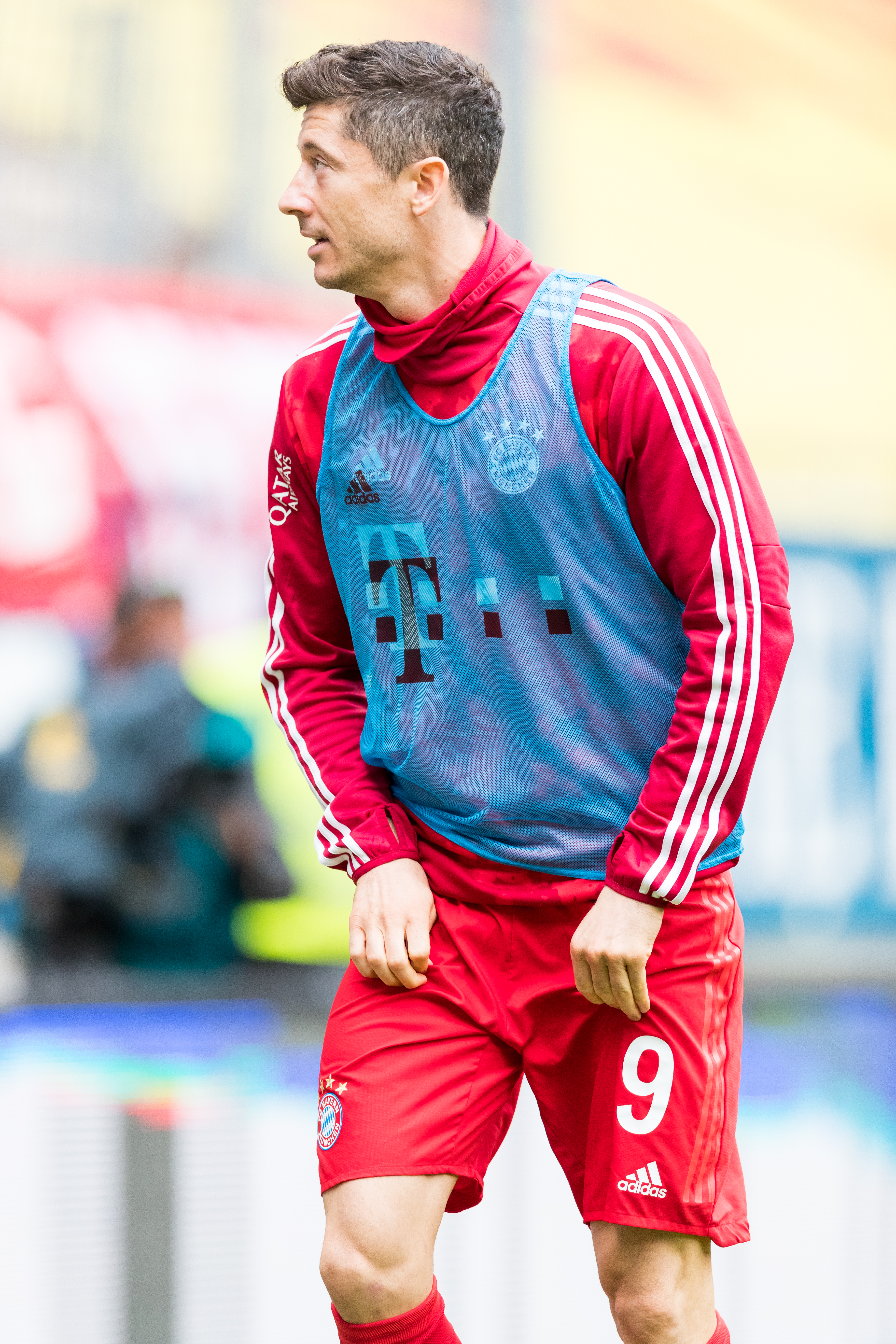
Voorafgaand aan de finale is Lewandowski topscorer van het Champions Leagueseizoen met vijftien doelpunten. Hij scoorde in elke Champions Leaguewedstrijd van dit seizoen waarin hij speelde.

Tijdens de loting voor de groepsfase van de Champions League werd Bayern München ingedeeld in groep B met Tottenham Hotspur, Olympiakos Piraeus en Rode Ster Belgrado. Het laatste team was de eerste tegenstander voor Bayern, op 18 september 2019. Kingsley Coman scoorde het eerste doelpunt van de wedstrijd en het enige doelpunt van de eerste helft. In de tachtigste minuut maakte Robert Lewandowski de tweede van de wedstrijd en Thomas Müller gaf het slotakkoord van de wedstrijd met de 3–0. Vervolgens ging Der Rekordmeister op bezoek bij Tottenham Hotspur, finalist van het Champions Leagueseizoen ervoor. Bayern kwam binnen dertien minuten op een achterstand door een doelpunt van Son Heung-min. Drie minuten later bracht Joshua Kimmich zijn ploeg weer op gelijke hoogte en nog voor rust maakte Lewandowski de 1–2. In de tweede helft scoorde Serge Gnabry twee doelpunten vlak achter elkaar, voordat Harry Kane vanaf de penaltystip iets terug deed voor de Spurs. In de 83ste minuut completeerde Gnabry zijn hattrick. Lewandowski maakte ook de 2–6 en Gnabry maakte later ook de 2–7, zijn vierde doelpunt van de dag. Tegen Olympiakos kwam Bayern verrassend op achterstand. Youssef El-Arabi scoorde voor de Griekse club. Twee doelpunten van Lewandowski volgden, waardoor de Duitsers toch een voorsprong pakte. Corentin Tolisso maakte in de 75ste minuut de 1–3. Vier minuten later maakte Guilherme de aansluitingstreffer voor Olympiakos, maar deze kreeg geen gevolg en Der Rekordmeister won ook haar derde groepswedstrijd. In de thuiswedstrijd tegen Olympiakos, de eerste Champions Leaguewedstrijd onder leiding van Hans-Dieter Flick, was er in de rust nog niet gescoord. In de tweede helft scoorden Lewandowski en Ivan Perišić voor Bayern München in een 2–0 overwinning. In Servië werd een grote zege op Rode Ster Belgrado geboekt. Leon Goretzka scoorde het eerste doelpunt voor Bayern München in de eerste helft. In de tweede helft scoorde Lewandowski vier doelpunten in een kwartier, waaronder één benutte strafschop. Corentin Tolisso maakte de 0–6, het laatste doelpunt van de wedstrijd. Bayern was voor de laatste groepswedstrijd al verzekerd van de eerste plaats in de groep. In die laatste groepswedstrijd, thuis tegen Tottenham Hotspur, scoorde Coman de openingstreffer. Ryan Sessegnon scoorde vervolgens voor Tottenham. Toch ging ging de ploeg uit München met een voorsprong rusten, dankzij een doelpunt van Müller. Philippe Coutinho maakte in de tweede helft de 3–1, wat de eindstand van de wedstrijd was.
In de achtste finale moest Bayern München op bezoek bij Chelsea. De eerste helft was doelpuntloos, maar in de tweede helft scoorde Bayern München driemaal. De doelpunten kwamen op naam van Gnabry (2x) en Lewandowski. In de 83ste minuut kwam Chelsea met tien man te staan, omdat Marcos Alonso na een klap een rode kaart kreeg. Meer dan vijf maanden na de uitwedstrijd werd de thuiswedstrijd gespeeld. In de tiende minuut benutte Lewandowski een strafschop. In de 24ste minuut verdubbelde Perišić de score in de thuiswedstrijd, waardoor Bayern München over twee wedstrijden een voorsprong van 5–0 had. Tammy Abraham scoorde vlak voor rust nog voor Chelsea. De voorsprong van Bayern München kwam echter niet in gevaar. Tolisso en Lewandowski scoorden in de tweede helft, waardoor Bayern München over twee wedstrijden met 7–1 won. In de kwartfinale in Lissabon speelde Bayern München tegen het Spaanse FC Barcelona. Müller had slechts vier minuten nodig om de score te openen voor Bayern München. Bayern München kon echter niet lang genieten van het openingsdoelpunt omdat David Alaba snel daarna in eigen doel schoot. Bayern München herpakte zich en bij de rust had Bayern München een 1–4 voorsprong. Perišić, Gnabry en Müller scoorden. In de tweede helft kwam het eerste doelpunt aan de kant van FC Barcelona, van Luis Suárez. In het laatste half uur pakte Bayern München door. Kimmich, Lewandowski en Coutinho (2x) scoorden, waardoor Bayern München een indrukwekkende score van 2–8 op het bord zette. De laatste horde op weg naar de finale was voor Bayern München het Franse Olympique Lyonnais. Na de eerste helft had Bayern München een 0–2 voorsprong. Beide doelpunten werden gemaakt door Gnabry. Niet lang voor het laatste fluitsignaal scoorde Lewandowski in zijn negende Champions Leaguewedstrijd op een rij. Met een eindstand van 0–3 kwalificeerde Bayern München zich voor de finale.

## Wedstrijd

### Wedstrijddetails
|                        |                     |           |                |                                                                                  |
| 23 augustus 2020 21:00 | Paris Saint-Germain | 0 – 1     | Bayern München | Estádio da Luz, Lissabon Toeschouwers: 0 Scheidsrechter: Daniele Orsato (Italië) |
| 23 augustus 2020 21:00 |                     | 59' Coman |                | Estádio da Luz, Lissabon Toeschouwers: 0 Scheidsrechter: Daniele Orsato (Italië) |

| Paris Saint-Germain | Bayern München |

| Paris Saint-Germain: |    |                          |         |
|                      |    |                          |         |
| GK                   | 1  | Keylor Navas             |         |
| RB                   | 4  | Thilo Kehrer             |         |
| CB                   | 2  | Thiago Silva             | 83'     |
| CB                   | 3  | Presnel Kimpembe         |         |
| LB                   | 14 | Juan Bernat              | 80'     |
| RM                   | 21 | Ander Herrera            | 72'     |
| CM                   | 5  | Marquinhos               |         |
| LM                   | 8  | Leandro Paredes          | 52' 65' |
| RW                   | 11 | Ángel Di María           | 80'     |
| CF                   | 10 | Neymar                   | 81'     |
| LW                   | 7  | Kylian Mbappé            |         |
| Wisselspelers:       |    |                          |         |
| MF                   | 6  | Marco Verratti           | 65'     |
| GK                   | 16 | Sergio Rico              |         |
| FW                   | 17 | Eric Maxim Choupo-Moting | 80'     |
| FW                   | 18 | Mauro Icardi             |         |
| MF                   | 19 | Pablo Sarabia            |         |
| DF                   | 20 | Layvin Kurzawa           | 80' 85' |
| CF                   | 22 | Abdou Diallo             |         |
| MF                   | 23 | Julian Draxler           | 72'     |
| DF                   | 25 | Mitchel Bakker           |         |
| MF                   | 27 | Idrissa Gueye            |         |
| GK                   | 30 | Marcin Bułka             |         |
| DF                   | 31 | Colin Dagba              |         |
| Coach:               |    |                          |         |
| Thomas Tuchel        |    |                          |         |

| Bayern München:   |    |                      |         |
|                   |    |                      |         |
| GK                | 1  | Manuel Neuer         |         |
| RB                | 32 | Joshua Kimmich       |         |
| CB                | 17 | Jérôme Boateng       | 25'     |
| CB                | 27 | David Alaba          |         |
| LB                | 19 | Alphonso Davies      | 19'     |
| RM                | 18 | Leon Goretzka        |         |
| LM                | 6  | Thiago Alcántara     | 86'     |
| RW                | 22 | Serge Gnabry         | 52' 68' |
| CW                | 25 | Thomas Müller        |         |
| LW                | 29 | Kingsley Coman       | 68'     |
| CF                | 9  | Robert Lewandowski   |         |
| Wisselspelers:    |    |                      |         |
| DF                | 2  | Álvaro Odriozola     |         |
| DF                | 4  | Niklas Süle          | 25' 56' |
| DF                | 5  | Benjamin Pavard      |         |
| MF                | 8  | Javi Martinez        |         |
| MF                | 10 | Philippe Coutinho    | 68'     |
| MF                | 11 | Michaël Cuisance     |         |
| MF                | 14 | Ivan Perišić         | 68'     |
| DF                | 21 | Lucas Hernandez      |         |
| MF                | 24 | Corentin Tolisso     | 86'     |
| GK                | 26 | Sven Ulreich         |         |
| FW                | 35 | Joshua Zirkzee       |         |
| GK                | 39 | Ron-Thorben Hoffmann |         |
| Coach:            |    |                      |         |
| Hans-Dieter Flick |    |                      |         |